# Dolaucothi-Goldminen
Koordinaten: 52° 2′ 28,7″ N, 3° 57′ 8,1″ W
Die Dolaucothi-Goldminen, auch unter dem Namen Ogofau-Goldminen bekannt, sind römische Bergbaueinrichtungen über und unter Tage, die im Tal des Cothi, nahe Pumpsaint in Carmarthenshire, in Wales liegen.
Sie sind die einzigen Minen für walisisches Gold außerhalb des so genannten Dolgellau-Goldgürtels und haben den offiziellen Status eines ausgewiesenen archäologischen Denkmals (Scheduled Ancient Monument). Sie sind darüber hinaus die einzigen bekannten römischen Goldminen in Großbritannien, obwohl die Möglichkeit nicht ausgeschlossen werden kann, dass die Römer auch andere Quellen ausbeuteten, beispielsweise in Devon, Nordwales und Schottland. Die Anlage ist bedeutend, da sie einen Einblick in die hoch entwickelte Technologie römischer bergbaulicher Abbaumethoden bietet.

## Geschichte des Goldabbaus
Archäologische Untersuchungen legen nahe, dass Goldabbau an dieser Stelle wahrscheinlich in der Bronzezeit begonnen hat, möglicherweise durch das Waschen der goldführenden Kiese des Flusses Cothi, die grundlegendste Methode der Gold-Prospektion.

### Römischer Goldabbau

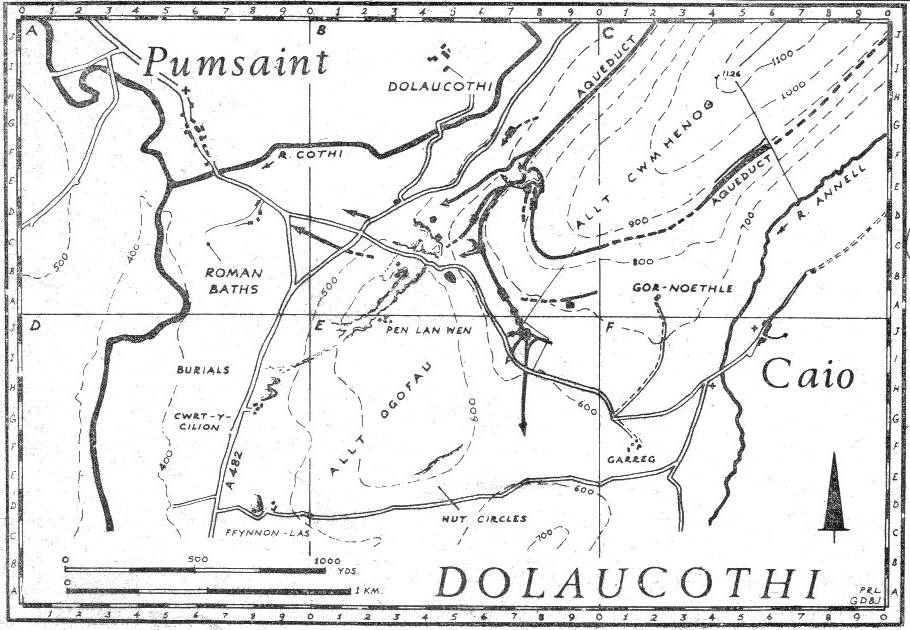
Lage der Goldminen bei Dolaucothi

Sextus Iulius Frontinus wurde 74 A.D. in das römische England gesandt, um Quintus Petilius Cerialis als Gouverneur abzulösen. Er unterwarf die Silurer, Demeter und andere feindlich gesinnte Stämme im römischen Wales und errichtete eine neue Militärbasis in Caerleon für die Legio II Augusta sowie ein Netzwerk kleiner römischer Forts, die 15 bis 20 Kilometer voneinander entfernt waren und zur Unterstützung der römischen Hilfstruppen dienten. Während seiner Amtszeit ließ er wahrscheinlich in Westwales das Fort von Pumsaint errichten, vor allem um die Goldvorkommen von Dolaucothi auszubeuten. Nach seiner Amtszeit leitete er später die Wiederherstellung der Aquädukte von Rom. Die Römer haben wahrscheinlich Sklaven für viele der Arbeiten verwendet, obwohl auch das römische Heer wohl direkt an den Abbautätigkeiten beteiligt war, vor allem auf Grund der ingenieurtechnischen Kenntnisse in der Planung und dem Bau von Aquädukten, Stau- und Wasserbecken oder Zisternen.
Die Dauer der Bewohnung des Forts (Luentinum nach Einzelheiten bei Claudius Ptolemaeus) und des zugehörigen Vicus zeigen, dass die Römer die Mine während des gesamten 1. und 2. Jahrhunderts betrieben (von etwa 78 A.D. bis um 125 A.D.). Verschiedene Töpferwaren – unter anderem Terra Sigillata, die aus dem Staubecken Melin-y-Milwyr innerhalb des Minenkomplexes geborgen wurden – zeigen, dass die Mine mindestens bis zum späten 3. Jahrhundert betrieben wurde. Nach dem Ende der militärischen Besetzung könnte die Mine von römisch-britischen zivilen Auftragnehmern betrieben worden sein, obwohl die spätere Geschichte der Mine noch geklärt werden muss.

### Spätere Geschichte der Minen

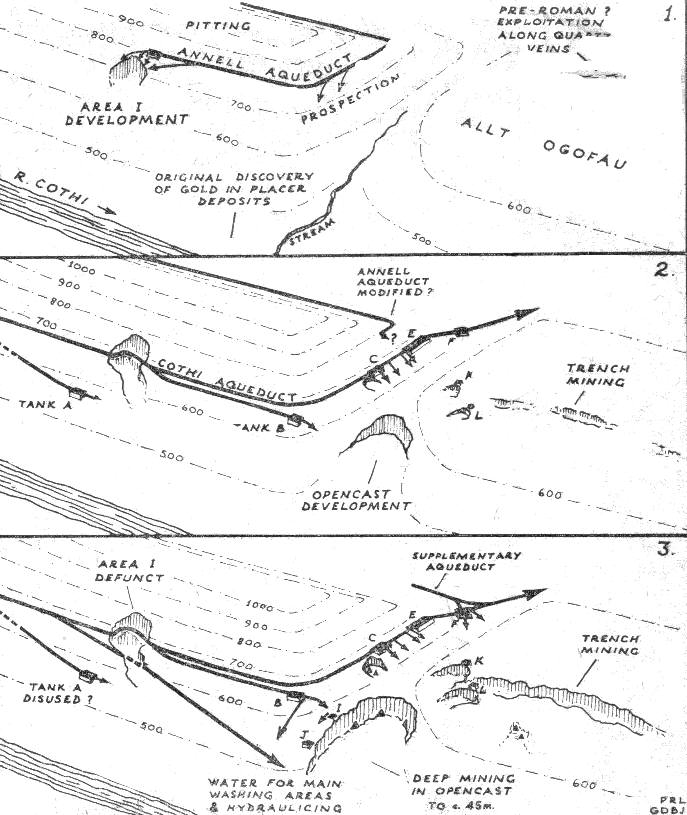
Entwicklungsschema der Minen in römischer Zeit

Nach dem Abzug der Römer aus England im 5. Jahrhundert lag die Mine für Jahrhunderte verlassen. Dass in dieser Gegend Gold vorkam, wurde erst im 18. Jahrhundert mit der Entdeckung eines römischen Goldschatzes wieder allgemein bekannt, der unter anderem das oben abgebildete Goldrad von Dolaucothi enthielt. Andere Gegenstände in diesem Goldschatz waren Schlangenarmbänder, die aufgrund der Weichheit des Goldes leicht um den Arm gewunden werden konnten. Diese Gegenstände sind im Britischen Museum und werden dort in der römisch-britannischen Abteilung ausgestellt. Ein Stück Golderz, das 1844 von Henry Thomas de la Bèche im Gebiet der Goldmine gefunden wurde, bewies die Existenz dortiger Goldvorkommen.
Der Abbau lebte wieder auf, und auch im frühen 20. Jahrhundert wurden Versuche unternommen, aus dem Goldabbau ein lohnendes Unternehmen zu machen, sie wurden jedoch noch vor dem Ersten Weltkrieg aufgegeben. In den 1930ern wurde ein 130 Meter tiefer Schacht abgeteuft, um neue Goldadern zu finden. Wegen Vernachlässigung und der Überflutung der tieferen Bereiche wurde die Mine 1938 endgültig geschlossen.
In diese letzte Periode fällt die Entdeckung der antiken Untertagebauwerke wie auch der Überreste der alten Entwässerungsvorrichtungen. Die ausgedehnten Reste der Anlage an der Erdoberfläche, vor allem die des Abbaus mittels Wasserkraft, wurden erst in den 1970ern durch gründliche Geländearbeit und -erfassung entdeckt. Auch wenn bisher keine andere derartige Anlage in England gefunden wurde, so ist es doch wahrscheinlich, dass andere Minen gefunden werden können, indem man den Überresten der Aquädukte und Staubecken folgt. Sie werden oft entdeckt, weil sie bei schräg auftreffendem Licht deutliche Schatten werfen. So wurde Wasserbecken A zuerst beobachtet, als Morgenlicht schräg auf den Hügel Allt Cwmhenog fiel, auf dem das Bauwerk liegt.

## Römische Abbaumethoden
Die Römer machten ausgiebig Gebrauch von Wasser, das mittels Aquädukten und Wassergräben herangeführt wurde (deren längster von seinem Ursprung
in einer Schlucht des Flusses bis zur Mine etwa 11 Kilometer maß), um die Goldadern auszubeuten, die unter dem Erdboden auf den Abhängen über dem heutigen Dorf Pumpsaint lagen. Kleine Wasserläufe an den Hängen des Mynydd Mallaen, des Annell und des Gwenlais wurden zu Anfang genutzt, um Wasser für den Abbau bereitzustellen. Mehrere Becken zur Aufnahme des Wassers sind immer noch über einen isoliert liegenden Tagebau, der in die Seite des Hügels nördlich des Hauptabbaus gegraben wurde sichtbar. Das große, vom Fluss Cothi ableitende Aquädukt quert den Tagebau und beweist damit, dass es danach angelegt wurde.

### Abbau mit Wasserkraft

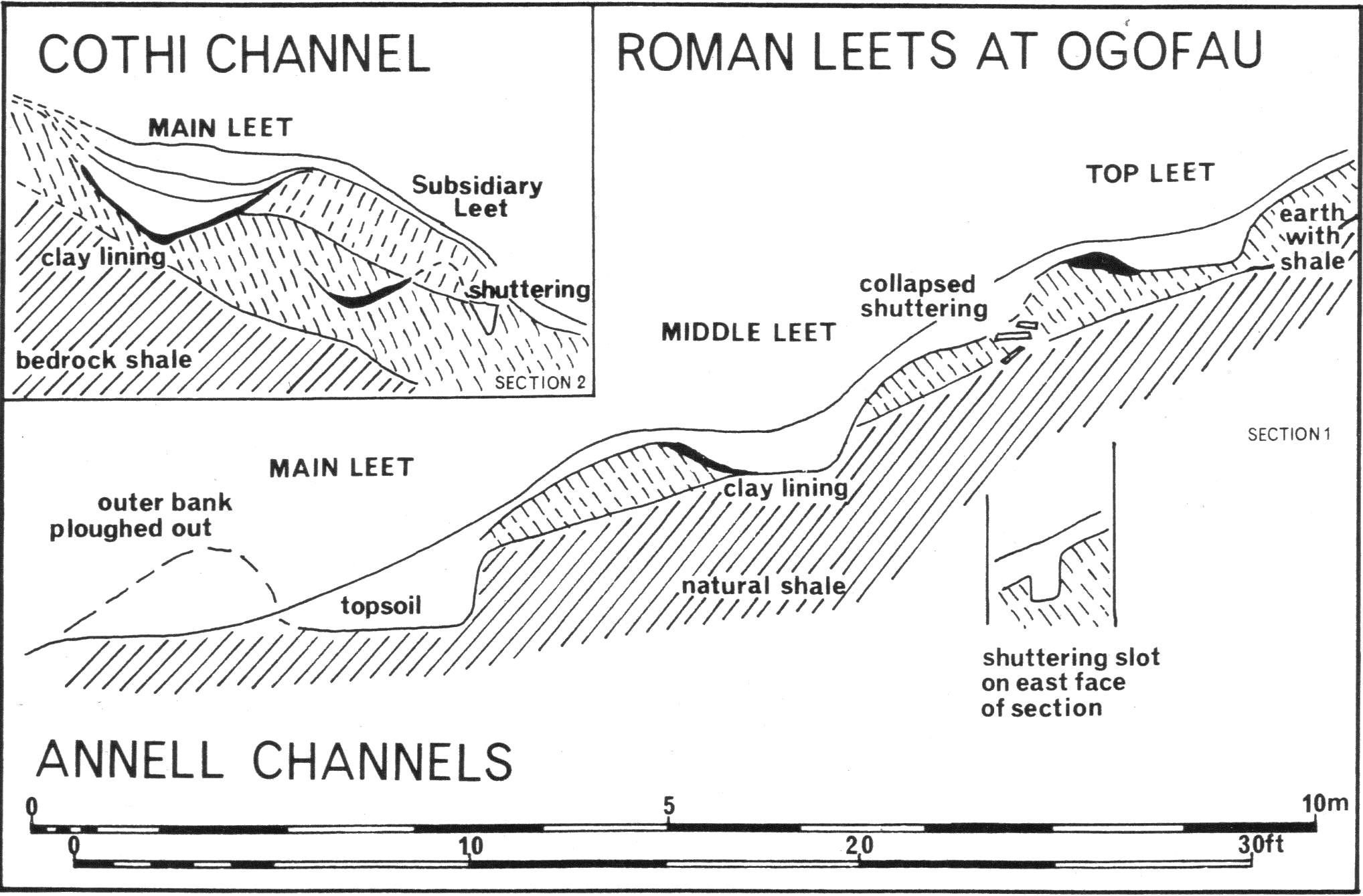
Die Aquädukte von Dolaucothi

Das Wasser wurde in den Wasserbecken gesammelt und dann auf einmal abgelassen, um die oberste Bodenschicht wegzuschwemmen, und damit darunter das Festgestein und die vielleicht in diesem enthaltenen Goldadern freizulegen. Plinius der Ältere beschreibt diese Methode der hydraulischen Prospektion auf dramatische Weise in seiner Naturalis historia, wahrscheinlich nach seinen  Erlebnissen in Spanien. Die Methode wurde in England später als hushing, flushing oder booming bezeichnet und überlebte als Abbaumethode bis ins 17. Jahrhundert. Eine nicht unähnliche Methode wird heute benutzt, um Seifen wie alluviale Zinnvorkommen abzubauen (Hydraulischer Abbau). Eine kleinere Version dieser Abbaumethode ist das Goldwaschen, und beide Versionen der Methoden könnten zum Abbau von Schwemmgold in der Nähe des Cothi selbst benutzt worden sein. Darauf deutet ein großes Aquädukt hin, welches den Fluss fast zwei Kilometer stromaufwärts anzapft und die Anlage auf einem im Vergleich zu den anderen Aquädukten niedrigen Höhenniveau erreicht.
Das von den Aquädukten herangebrachte Wasser wurde auch dazu benutzt, zerkleinertes Golderz zu waschen und darüber hinaus möglicherweise zum Antrieb von Stampfmühlen zum Zerkleinern des Golderzes (Lewis and Jones, 1969).

## Die Aquädukte von Dolaucothi

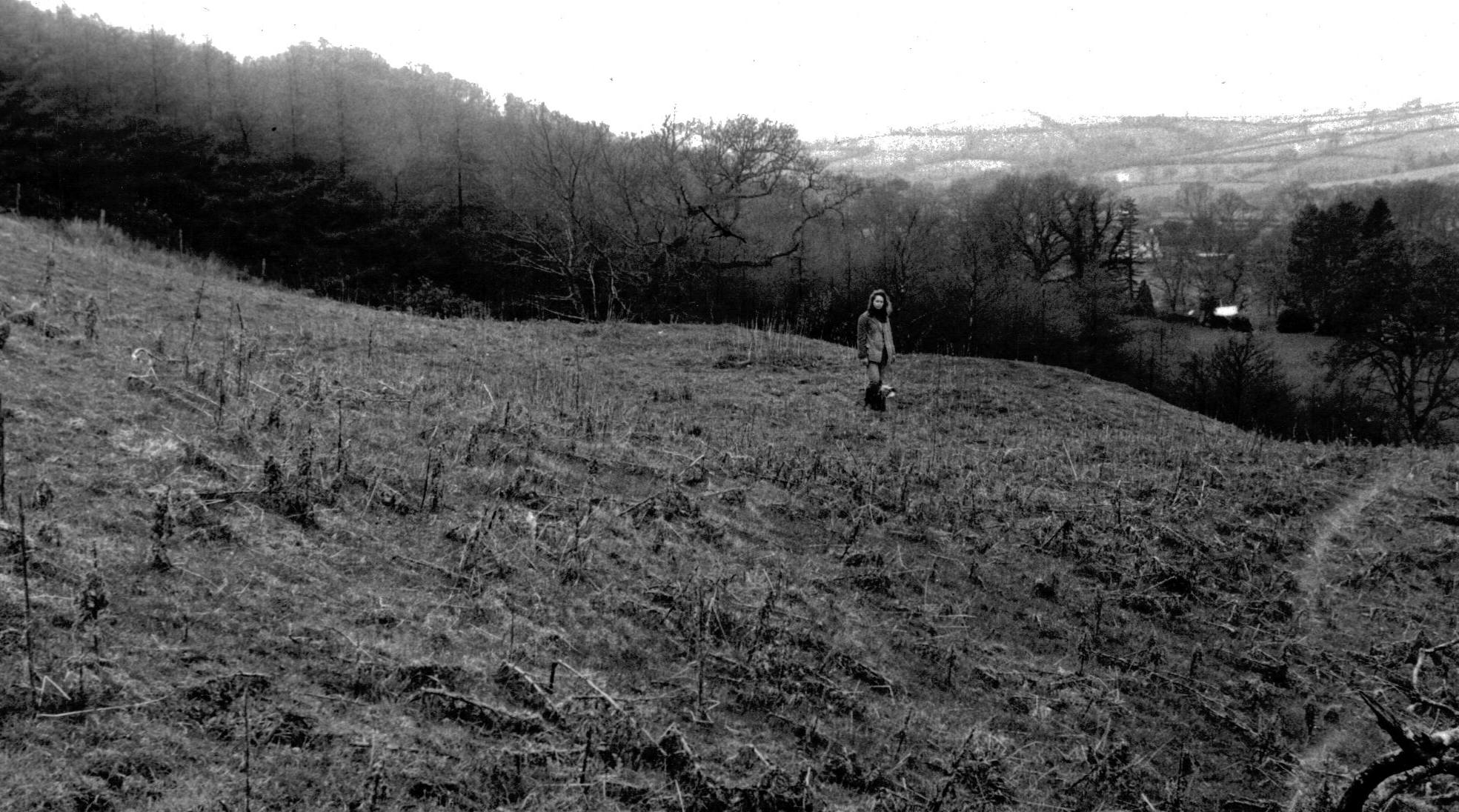
Kleines Wasserbecken (A) beim nördlichen Tagebau

Eines der ersten Aquädukte wurde hoch am Osthang des Allt Cwmhenog erbaut und war an einen kleinen Bach in ungefähr drei Kilometern Entfernung angeschlossen. An der Stelle, wo es von der Vorderseite des Hügels zur Westseite des Hügels abschwenkt, befindet sich an seinem Ende ein großes Wasserbecken. Hier muss eine große Goldader entdeckt worden sein, denn unterhalb des Beckens befindet sich ein großer Tagebau. Später wurde das große Aquädukt, welches den Cothi etwa 11 Kilometer nordöstlich anzapft, mit einer Steigung von 1 zu 800 quer durch den Tagebau geführt und muss somit – wie oben schon erwähnt – jünger als der Tagebau sein. Die Anlage der Abbaustellen und Wasserbecken ist mit dem Aquäduktsystem verbunden und geht somit auf die Römer zurück. Radiokarbondatierungen stufen die Aquädukte als die ältesten Überreste der Bergbauaktivitäten ein.
Im Gegensatz zu diesem Tagebau fand die Goldsuche mittels mehrerer Wasserbecken, die im Gebiet der Anlage gefunden wurden, keine Goldader auf, und die Becken wurden verlassen. Das Wasserbecken A (s. Foto oben und zur Lage das Entwicklungsschema der Minen in römischer Zeit) in der Nähe des nördlichen Tagebaus war wahrscheinlich dazu gedacht, das Ende des im großen Tagebau ausgebeuteten Goldvorkommens zu erkunden. Es traf das Goldvorkommen offensichtlich nicht an und wurde verlassen. Die Wasserversorgung wurde wahrscheinlich von einem kleinen Wassergraben sichergestellt, der von einem kleinen Bach flussaufwärts im Tal des Cothi abzweigte, bevor das große Aquädukt erbaut wurde.

### Der Tagebau

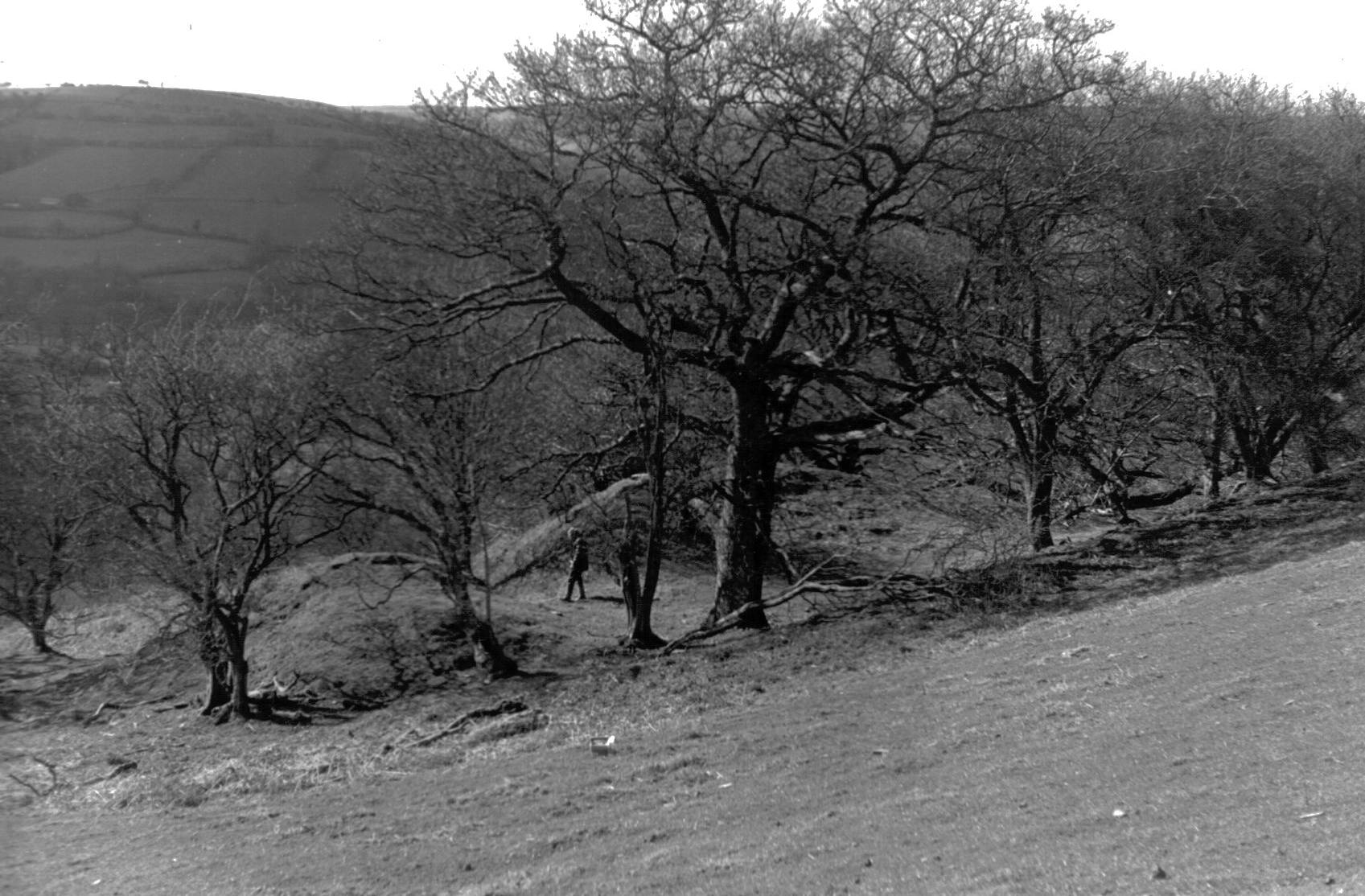
Wasserbecken C über dem Haupttagebau

Die Erkundung im Gebiet des Tagebaus war erfolgreich, und so sind entlang des Aquädukts verschiedene offene Grabungsstellen unterhalb der großen Wasserbecken sichtbar. Die einzige Ausnahme ist das letzte und sehr große Wasserbecken, unter dem sich zwei Staubecken befinden. Wahrscheinlich wurde dieser Komplex zum Auswaschen von fein gemahlenem Erz benutzt, um Goldstaub daraus zu gewinnen. Weitere Wassergräben und Wasserbecken befinden sich auf der Linie des großen Aquädukts, einige davon sind auf der obigen Karte der Anlage verzeichnet.
Sie umringen den Rand des sehr großen Tagebaus, und das Wasserbecken C im Foto ist eines, das auf dem Hauptaquädukt gebaut wurde. Hier gelang der Fund einer Goldader, wenn man vom Abbau darunter ausgeht. Das Becken wurde später verändert, um einen Waschtisch zu speisen, der auf seiner linken Seite aufgestellt wurde (nahe der Person im Foto) und wahrscheinlich zum Auswaschen des hier gewonnenen Erzes diente. Ähnliche Wasserbecken legten die Römer an, als sie der großen Goldader weiter hangabwärts zur Straße und zum Hauptabbau folgten. Direkt an der Straße selber wurde später der Carreg Pumsaint (s. u.) auf dem freien Platz neben einem großen Erdhügel errichtet, welcher als eine Ablagerung von taubem Gestein interpretiert wird.
Die Teiche an der Nebenstraße von Pumsaint nach Caeo waren wahrscheinlich Teil einer Kaskade zum Erzwaschen. Das obere Wasserbecken hat eine große Menge von römischen Töpferwaren geliefert, die auf die Zeit von 78 bis mindestens 300 A.D. datiert wurden (Lewis 1977; Burnham 2004). Dieser obere Teich wird als Melin-y-Milwyr (Soldatenmühle) bezeichnet, ein faszinierender Name, der den Gebrauch von Wassermühlen zu römischer Zeit andeuten könnte.
Eine große Mühlenanlage ist mit den Mühlen von Barbegal aus Südfrankreich bekannt, in der nicht weniger als 16 Mühlen (in zwei Reihen mit je acht Mühlen) in die Seite eines Hügels gebaut und mit Wasser aus einem einzelnen Aquädukt versorgt wurden. In den beiden Reihen oberschlächtiger Wasserräder führte das jeweils höher liegende Wasserrad sein Wasser dem darunter liegenden zu. Die Mühle versorgte die Region mit Mehl. Ähnliche Anlagen mit Abfolgen oberschlächtiger Wasserräder wurden von den Römer jedoch auch dazu benutzt, um Bergwerke zu entwässern. Die Abfolge der Wasserräder erlaubte den Transport von Grubenwasser über größere Höhen. Eine große Anlage zur Entwässerung aus 16 Wasserrädern wurde in den 1920ern in alten römischen Bergwerken am Río Tinto in den 1920ern entdeckt. Die Wasserräder waren paarweise angeordnet und konnten das Wasser über fast 25 Meter heben. In Dolaucothi wurden Überreste eines Wasserrades, das zu einer solchen Anlage gehören könnte, bei der Wiederaufnahme der Bergbauaktivitäten in den 1930ern entdeckt.

### Melin-y-Milwyr

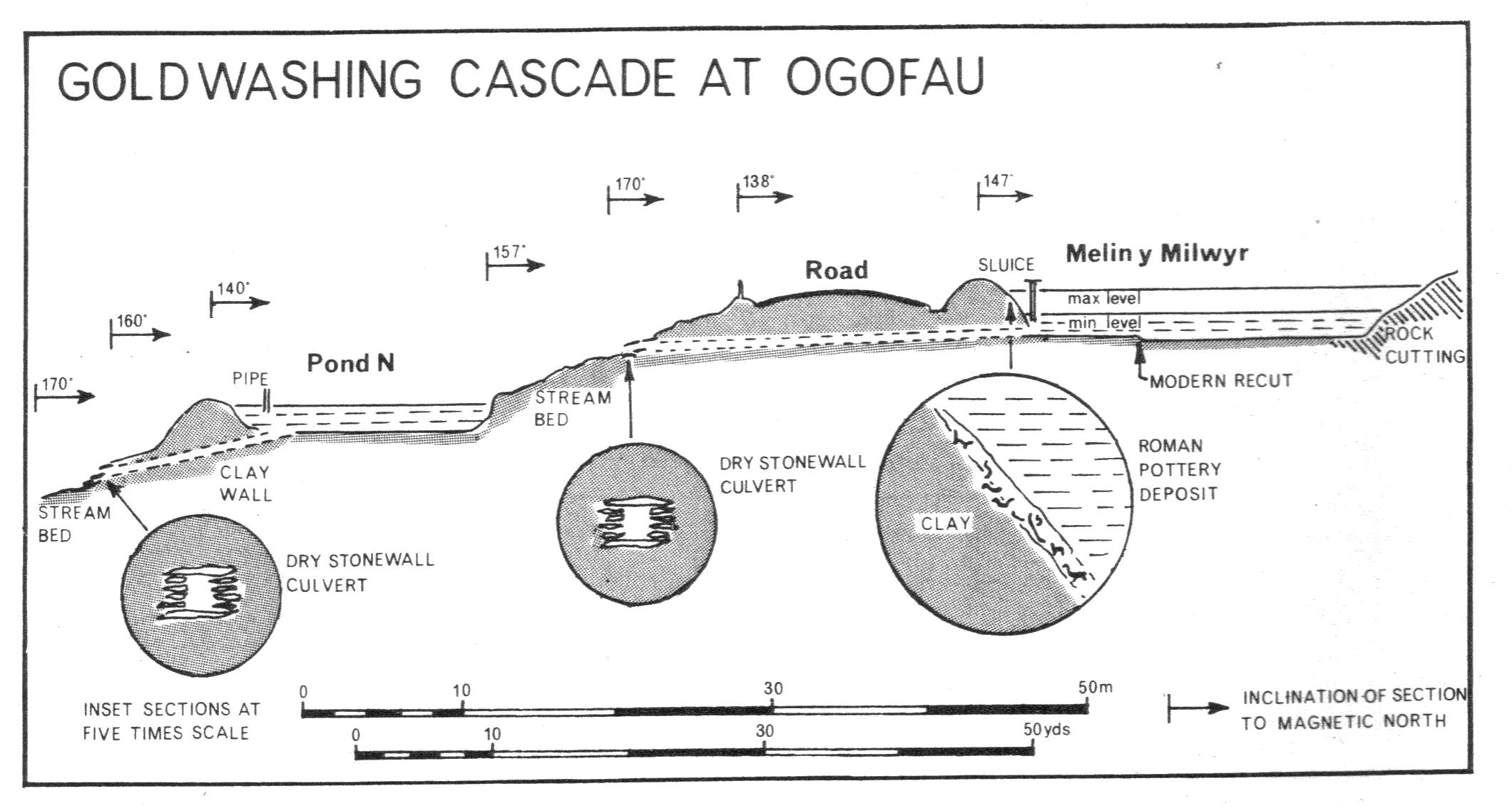
Querschnitt der Kaskaden von Melin-y-Milwyr

Das Wasserbecken am Kopf der schmalen Straße von Pumsaint nach Caeo wurde für neuzeitlich gehalten, da es immer noch Wasser enthält. Als der Wasserstand 1970 jedoch besonders niedrig war, wurde darin eine große Menge römischer Töpferwaren gefunden. Dieser Fund beweist den römischen Ursprung des Beckens und seinen Bau während der römischen Abbautätigkeiten in der Mine.
Der obige Querschnitt zeigt, dass es über eine unterirdische, trockengemauerte Wasserleitung mit einem kleineren Wasserbecken direkt unterhalb der heutigen Straße verbunden war. Das untere Becken hat auch heute noch Wasser, es ist jedoch schon sehr stark verlandet. Unter den Bruchstücken fand sich neben Terra Sigillata auch Gebrauchskeramik von insgesamt über 100 verschiedenen Töpfen, die in das Becken gefallen sind, als das Bergwerk in vollem Betrieb war. Eine Analyse der Bruchstücke zeigt eine Verteilung der Fragmente vom späten 1. bis zum Ende des 4. Jahrhunderts. Da das große und kleine Fort unter dem heutigen Dorf Pumsaint in der Mitte des 2. Jahrhunderts aufgegeben wurden, muss der Betrieb auch nach dem Abzug des römischen Militärs noch eine längere Zeit fortgesetzt worden sein. Dies lässt vermuten, dass in der Nachbarschaft des Dorfes Pumsaint eine große Bergbausiedlung existieren muss, die noch gefunden werden muss.
Die eigentliche Funktion der Kaskade steht in Zusammenhang mit den Methoden, dem gebrochenen Erz auch die letzten Reste von Gold zu entziehen. Zwischen den beiden Wasserbecken befanden sich vermutlich Waschtische, so dass ein sanfter Wasserstrom dazu benutzt werden konnte, um das Erz auf der rauen Oberflächen zu waschen, so dass die feinen Goldteilchen sich in den Vertiefungen sammelten und dort nach Ende des Vorgangs aufgenommen werden konnten. Die Kaskade ist möglicherweise gegen Ende des ersten Jahrhunderts erbaut worden, als der Abbau vom Tagebaubetrieb in den Untergrund wechselte.

### Carreg Pumsaint

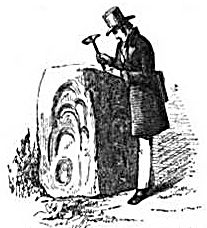
Carreg Pumsaint

Die Bergbauanlage von Dolaucothi liefert eines der frühesten Zeugnisse überhaupt für die Verwendung von wassergetriebenen Hammerwerken durch die Römer zur Zerkleinerung von Erz (Burnham 1997). Das Erz wurde wahrscheinlich auf dem berühmten Carreg Pumsaint gebrochen, einem vor vielen Jahren nach dem Abzug der Römer aufgestellten Stein. Es existieren Parallelen zu ähnlichen Steine in anderen alten römischen Bergwerksanlagen in Europa, und die Vertiefungen im Stein wurden von einem Hammerwerk verursacht, das wahrscheinlich von einem Wasserrad angetrieben wurde. Ein solcher Hammer wurde in regelmäßigen Abständen verschoben, sobald die Vertiefungen auf dem als Amboss dienenden Stein zu tief geworden waren. Auf diese Weise entstand eine Reihe von überlappenden Vertiefungen auf den Oberflächen des Steins. Der Hammer muss von beträchtlicher Größe gewesen sein, betrachtet man die Maße der Vertiefungen, die auf der obigen Abbildung zu sehen sind. Der Stein ist bisher der einzige dieser Art, der im Bereich der Anlage gefunden wurde, ist als solcher jedoch nicht einzigartig, da Burnham auf andere Steine ähnlicher Gestalt aus Spanien Bezug nimmt. War eine Seite des Steins zu stark abgenutzt, wurde er einfach so gedreht, dass eine andere Seite nach oben zeigte, so dass der Stein mehrfach wiederverwendet werden konnte. Als der Stein viele Jahre nach dem Abzug der Römer in den Dunklen Jahrhunderten gefunden wurde, gab er Anlass zur Legende der fünf Heiligen, die den Abdruck ihrer Köpfe im Stein hinterließen, als sie schlafend vom Teufel überrascht wurden.

### Untertagebau

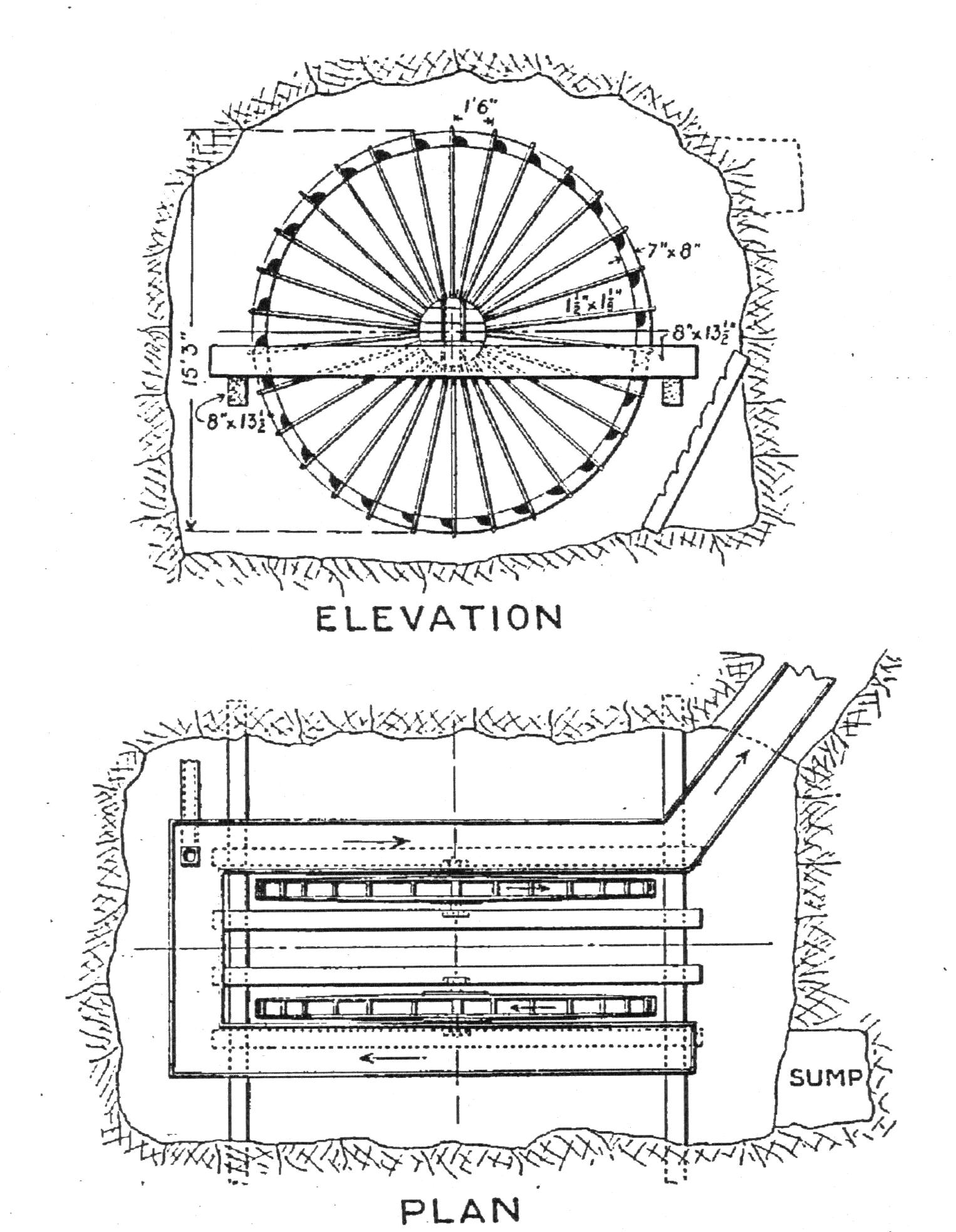
Drainage-Wasserrad der Rio-Tinto-Minen

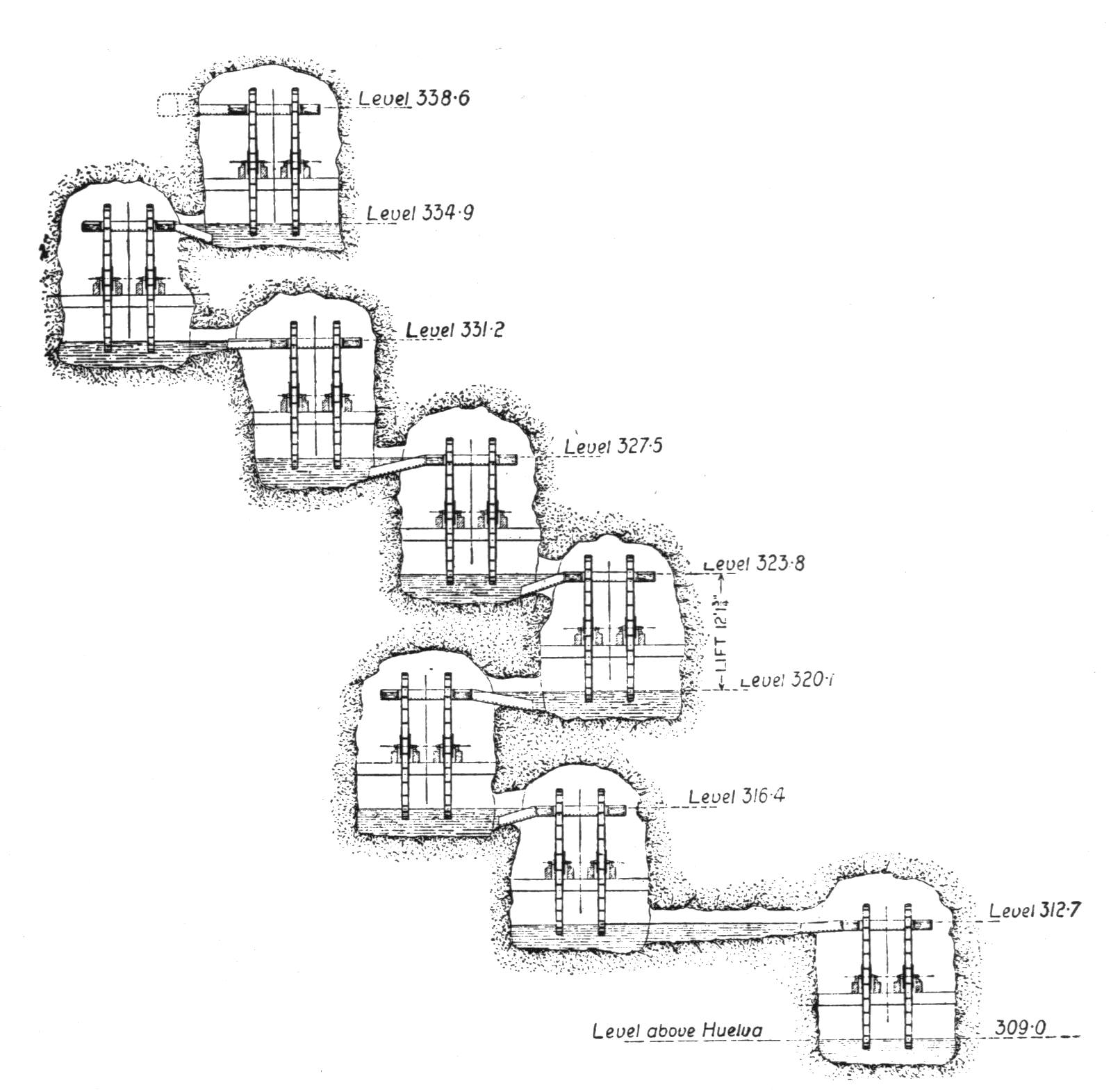
Folge von Wasserrädern der Rio-Tinto-Minen

Die Bergleute folgten den unterirdischen Erzadern mit Schächten und Stollen, von denen einige noch im Bereich der Anlage erhalten geblieben sind. Überreste der römischen Wasserkunst wurden in den 1930ern gefunden, als die Mine für kurze Zeit wieder eröffnet wurde. Die interessanteste Entdeckung war die eines oberschlächtigen Kehrrades, das sich heute im National Museum of Wales befindet. Es wurde zusammen mit verkohlten Holzstämmen gefunden, was die Vermutung nahelegt, dass die Technik des Feuersetzens dazu benutzt wurde, um den harten Quarz aufzubrechen, in dem das Gold enthalten war. Ein ähnliches, jedoch größeres Rad wurde wiederentdeckt bei Bergbauarbeiten in der Nähe des Río Tinto in Spanien, es ist jetzt im British Museum in der römischen Abteilung an prominenter Stelle ausgestellt. Die spanische Anlage umfasste nicht weniger als 16 Wasserräder, von denen jedes sein Wasser an das nächste in der Folge weitergab. Jedes Wasserrad wurde wohl wie eine Tretmühle betrieben, eher von der Seite als von oben. Dies war eine harte und einsame Tätigkeit für die Bergleute, die die Räder bedienten, um Wasser vom Grund der Mine zu heben.
Da die Reste des Wasserrads in Dolaucothi in fast 25 Meter Tiefe unter allen bekannten Stollen oder Abbauhöhlungen gefunden wurde, muss es Teil einer der Anlage in Spanien ähnlichen Vorrichtung gewesen sein. Der Goldbergbau von Dolaucothi war technologisch weit entwickelt und ausgefeilt, was die Vermutung nahelegt, dass das römische Heer selbst die Ausbeutung der Mine vorantrieb. Die Konstruktion solcher Entwässerungsmaschinen und ihr weit verbreiteter Gebrauch für Bewässerung und das Heben von Wasser in Thermen wurde schon im Jahr 25 A.D. von Vitruv beschrieben.
An anderer Stelle im Bergwerk, am Pen-lan-wen, wird Wasser wohl rar gewesen sein. Ein Düker könnte Wasser vom Hauptaquädukt oder eins seiner Wasserbecken dorthin gebracht haben, dies ist jedoch bisher nicht bewiesen. Die Erzader zieht sich am Hügel über eine geraume Strecke hin und wurde mittels eines Grabens ausgebeutet. Diese Methode wurde angewendet, indem die Goldader zur Tiefe hin abgebaut wurde, während der Graben nach oben offen gehalten wurde. In diesem Fall wird die Belüftung des Grabens zunehmend Probleme bereitet haben, vor allem, wenn die Methode des Feuersetzens verwendet wurde. Aus diesem Grund wurden drei lange Belüftungsstollen von der Hügelflanke aus nach Norden getrieben. Sie sind wesentlich breiter als normale Stollen, so dass ihre Verwendung als Abzugsmöglichkeit der Luft aus dem Graben und der sicheren Belüftung während des Feuersetzens wahrscheinlich erscheint. Die oberen beiden Belüftungsstollen weisen auch heute noch eine Verbindung zum Graben auf, der dritte ist zurzeit blockiert.

## Weitere Verarbeitung des Goldes

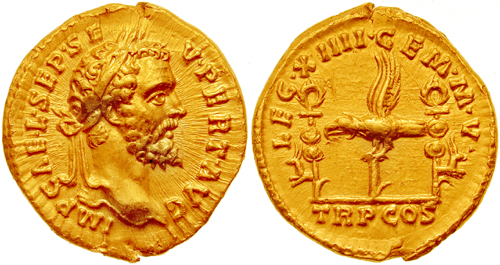
Münze des Septimius Severus

Es gibt Hinweise darauf, dass zumindest ein Teil des Goldes noch vor Ort verarbeitet wurde, wie dies unter anderem die vollständig fertiggestellte Brosche des Goldrads von Dolaucothi nahelegt, die oben abgebildet ist. Die Herstellung von Werkstücken wie dem erst teilweise fertiggestellten Schmuckstein, der in der Nähe gefunden wurde, benötigt ein beträchtliches Fachwissen, über das nur ausgebildete Kräfte verfügen, keine Sklaven. Bisher wurden keine entsprechenden Werkstätten oder Schmelzöfen gefunden, aber es ist wahrscheinlich, dass diese in der Anlage existierten.
Goldbarren lassen sich leichter transportieren als Goldstaub oder Nuggets, auch wenn für ihre Herstellung ein Hochtemperatur-Schmelzofen benötigt wird, um das Gold bei einem Schmelzpunkt von 1064 °C zu schmelzen. Plinius erwähnt solche speziellen Öfen in seiner Naturalis historia. Eine Werkstatt war unerlässlich für die Herstellung und den Unterhalt von Bergbauwerkzeug wie Wasserräder, Rutschrinnen von Waschtischen, Verschlussdeckel für Aquädukte, Ausrüstung zum Zerkleinern von Gestein und schließlich Grubenholz. Offizielle Münzereien könnten Goldmünzen produziert haben.

## Andere römische Minen
Die reichlich 12 Kilometer im Norden von Dolaucothi liegenden Bleiminen von Nantymwyn in der Nähe des Dorfes Rhandirymwyn sind möglicherweise ebenfalls zuerst von den Römern ausgebeutet worden. Einen Hinweis darauf geben die Aquädukte und Wasserbecken für hydraulische Prospektion, die dort in den 1970ern sowohl durch Geländearbeit als auch mittels Luftbildern ausgemacht wurden. Sie liegen auf dem Gipfel des Berges Pen-cerrig-mwyn, und die goldführenden Adern wurden durch mehrere Tunnel erschlossen, die zu den Abbaustellen hinabführten. Dort sind die Erzadern abgebaut worden und der Abraum wurde sorgfältig in den ausgeräumten Abbauhohlraum gefüllt. Diese Abbauorte liegen weit oberhalb der heute stillgelegten modernen Mine – einst die größte Bleimine in Wales – und der zugehörigen Aufbereitungsanlage.
Obwohl zurzeit keine andere Anlage in England bekannt ist, die in Bezug auf die ausgedehnten hydraulische Systeme mit Dolaucothi vergleichbar wäre, so sind jedoch viele andere römische Minen bekannt, von denen manche Reste hydraulischer Abbauanlagen aufweisen, darunter die ausgedehnten Reste der Bleiminen in Charterhouse in den Mendip Hills, Halkyn in Flintshire und viele Anlagen in den Pennines.
Dolaucothi ist vielleicht am besten vergleichbar mit den Goldminen in den Karpaten bei Roșia Montană im heutigen Rumänien, und mit den römischen Goldminen in Nordwest-Spanien wie die Minen von Las Médulas und Montefurado, in denen alluviales Gold in viel größerem Maßstab abgebaut wurde.

## National Trust
Der National Trust der Vereinigten Königreiche ist seit 1941 Eigentümer und Betreiber der Anlage. Die Universitäten von Manchester und Cardiff waren an der Erkundung der ausgedehnten Überreste in den 1960ern und '70ern beteiligt. Zurzeit ist die University of Wales mit ihrer Zweigstelle in Lampeter näher befasst mit der archäologischen Untersuchung der Anlage. Der National Trust organisiert geführte Touren für Besucher und zeigt ihnen die Mine und die römischen Ausgrabungen.